# Commissariat belge au rapatriement
 (décembre 2018).
Le commissariat belge au rapatriement (C.B.R) est une institution belge dotée de la personnalité civile, créée le 27 juin 1944 par un arrêté-loi publié au « Moniteur » du 18 août 1944 à Londres et au « Moniteur belge » du 8 octobre à Bruxelles. 

## Missions
Sa mission est double : premièrement le commissariat organise le retour en Belgique des belges déplacés à l'extérieur et à l'intérieur du pays à la suite de la Seconde Guerre mondiale. Deuxièmement, le C.B.R participe via ses engagements internationaux, consacrés notamment dans l'accord de l'UNRRA (United Nations Relief and Rehabilitation Administration), aux opérations relatives au rapatriement et au retour des belges, ainsi qu'au déplacement des étrangers sur le territoire de la Belgique, à cause de la guerre.
Le C.B.R. est assuré d'une liberté d'action qui lui permet de faire face aux situations imprévues et complexes ; il a aussi tous les pouvoirs nécessaires pour accomplir sa mission, notamment en créant et en gérant des services.
Le commissariat belge au rapatriement réussit à rapatrier plus de 900 000 hommes et le rapatriement belge s'est fait rapidement et dans de très bonnes conditions.

## Historique
Trois semaines après le débarquement du 6 juin 1944, le commissariat belge au rapatriement est fondé et dirigé à l'origine par le socialiste Max Buset et ce, jusqu'en octobre 1944, dans le but de retrouver et de rapatrier en Belgique tous les déplacés belges. Grâce au travail essentiel des officiers de liaison, qui consiste en la recherche des personnes disparues proprement dites, le commissariat belge au rapatriement est mis sur pied et réussit à retrouver un grand nombre de personnes. 
La Belgique est, à ce moment-là, très en retard sur ces voisins en matière de rapatriement de ses ressortissants, vu l'instabilité politique belge. Après la libération de la Belgique en 1945, pas moins de deux investitures gouvernementales et trois remaniements ministériels se succèdent. Sous la direction de Paul Van Zeeland, ancien premier ministre catholique et successeur de Max Buset, le rapatriement semble difficile.
Mais la rapidité du rapatriement des ressortissants belges montre finalement l'efficacité du commissariat belge. Vers la mi-juin 1945, entre 4 000 et 5 000 personnes sont rapatriées par jour, dont 7000 survivants des camps de concentration. La clef du succès de la Belgique réside dans son improvisation. De plus, des rapatriés étrangers qui passent par la Belgique, notamment des français, ont témoigné de l'excellent accueil de la Belgique et du peuple belge ainsi que de l'efficacité de l'organisation.
Une crise politique éclate pendant l'été 1945 et débouche sur la liquidation du commissariat belge au rapatriement, décidée par Paul Van Zeeland. Sa décision est critiquée et qualifiée de politiquement opportuniste car, premièrement, il reste alors deux à trois pour cent de Belges encore retenus hors des frontières et, deuxièmement, Van Zeeland laisse le plus difficile à ses successeurs qui étaient aussi ses adversaires politiques, après la réussite des premières semaines de rapatriement.  

## Fonctionnement et organisation
Le C.B.R est une institution décentralisée pour pouvoir exécuter les tâches qui lui sont attribuées. Les personnes déplacées sont regroupées dans des centres gérés par des organismes publics ou privés. Le commissariat belge au rapatriement conclut un accord avec la Croix-Rouge de Belgique. 
En effet, au lendemain de la libération, cette dernière crée, elle aussi, des centres d'accueil situés tout au long de la frontière. Elle y accueille des évacués, des anciens prisonniers mais aussi des personnes disparues que le C.B.R. tente de rapatrier par la suite. C'est pour cette raison que la Croix-Rouge s'engage à diriger ces derniers et ce, le plus rapidement possible après les soins de base, vers les centres qui dépendent du commissariat belge au rapatriement pour qu'il puisse mettre en œuvre sa mission.
Les actions les plus importantes pour le C.B.R consistent en l'identification des personnes, leur protection et l'examen médical pour les déplacés qui sert principalement à dépister les maladies dangereuses. En effet, les services de la Sûreté de l'État doivent repérer les personnes qui sont susceptibles de se glisser sans droit dans les rangs des rapatriés.
Les personnes disparues que le C.B.R. cherche à identifier sont toutes les personnes qui ont été déplacées hors du territoire belge à cause de la guerre. Le C.B.R. ne prend pas en charge les belges déplacés sur le territoire de la Belgique. Les opérations d'identification ont lieu dans les centres de rassemblement. 
Ce sont les dossiers d'identification (dossier SHAEF) qui vont permettre d'identifier ce qu'on appelait les displaced persons. Une fiche est donnée aux déplacés après leur identification. Il est impératif pour ces derniers de toujours garder cette fiche en leur possession car elle assure le lien entre son dossier d'immatriculation et lui-même. Cette fiche d'identification va permettre au C.B.R. de retrouver les personnes mais aussi d'organiser son rapatriement car une copie de ses fiches lui est envoyée.

### Rôle des officiers de liaison
Pour atteindre l'objectif de rapatrier nos compatriotes, le commissariat belge au rapatriement envoie plus de 400 volontaires dans les territoires occupés, qui sont appelés les officiers de liaison. Ces derniers sont placés sous la direction des forces armées alliées et remplissent différentes missions de recherche, principalement  sur la base des demandes familiales collectées et diffusées au niveau international. 
Les officiers de liaison doivent également visiter et chercher dans les hôpitaux, les prisons, les camps et tous les endroits où la présence de compatriotes à rapatrier est envisageable.
Après ses multiples recherches, l'officier de liaison doit envoyer son rapport au commissariat belge au rapatriement et si ses recherches lui prennent plus de temps, il doit également envoyer un rapport hebdomadaire de son activité. Les agents ont des méthodes d'investigation propres, en fonction de chaque information recueillie. Cela peut dépendre du lieu et des circonstances du décès ou de la disparition de la personne recherchée.

### Transport organisé
Au sein du commissariat belge au rapatriement, il existe une direction qui se nomme « Service de Transport » et qui se charge gratuitement, sur l'ensemble du territoire de la Belgique, du transport de toutes les personnes déplacées belges ou étrangères quelles que soient leurs destinations. 
Ce sont les délégués provinciaux accompagnés de délégués au transport qui se chargent de la direction et de l'organisation des transports. Le service de transport est placé sous la direction du service de « dispatching » ; il doit donc se baser sur les instructions données par ce service.
Des convois sont organisés par route et par rail. Le transport par rail s'effectue soit par chemin de fer, soit par vicinal. Les transports ne sont gratuits qu'en troisième classe et les « displaced persons » doivent être munies de leur bon de transport, remis par les centres du commissariat belge au rapatriement. Les transports par route sont beaucoup moins fréquents et s'effectuent dans des cas strictement limités. Plus tard, le C.B.R. effectuera aussi des transports aériens et par voies navigables.

### Dépenses
Les dépenses du commissariat belge au rapatriement se classent en trois catégories : dépenses de pure administration, frais de premier établissement et frais de rapatriement.
Concernant les dépenses de pure administration, cela prend en compte les différents salaires, les frais de missions et tout ce qui touche aux frais généraux. La somme finale est bien sûr importante mais elle aurait pu être bien plus élevée si le commissariat belge au rapatriement ne comptait pas autant de bénévoles. Pour cette administration, le total des dépenses, durant la période du 8 octobre 1944 au 30 juin 1945, s'élève à 32 500 000 francs.
Les frais de premier établissement reprennent principalement ceux afférents à l'équipement des nombreux centres du C.B.R. comme les travaux d'aménagement, de restauration. Le matériel utilisé a, pour sa part, servi aussi à d'autres organisations ou œuvres. Le total s'élève à environ 57 700 000 francs
Les frais de rapatriement proprement dit sont les dépenses qui sont effectuées dans l'intérêt immédiat des rapatriés. Cela peut concerner les vêtements, les vivres, etc., soit environ 45 millions de francs.
D'une manière générale, le commissariat belge a reçu un grand nombre de dons, que ce soit en argent (approximativement 1 000 000 de francs) ou en main-d'œuvre, ce qui a permis une grande efficacité.

## Évolution
Le commissariat belge au rapatriement a changé d'appellation au cours de l'histoire : le 12 février 1945, la direction générale des Victimes de la guerre est créée et en avril 1945, les services du commissariat belge au rapatriement sont transférés à celle-ci.
Elle n'a plus la fonction de rapatriement proprement dite comme l'avait le commissariat belge, elle s'occupe plus précisément d'établir une documentation relative aux personnes qui ont été poursuivies ou réquisitionnées par les allemands afin de leur octroyer un « statut de reconnaissance nationale ». La documentation de la direction générale des Victimes de la guerre est constituée de documents de guerre de provenance belge et allemande, tels que des documents de camps de concentration, d'organisations allemandes, de l'association des Juifs en Belgique, ou encore des centres de rapatriement de l'après-guerre.
Cette institution possède également des documents concernant les conditions de travail dans les camps et les prisons ainsi que sur la résistance et la persécution des juifs et des tsiganes.
À l'heure actuelle, la direction générale des Victimes de la guerre existe toujours. Mais, depuis le 1er janvier 2018, les missions de cette institution ont été transférées au « Service fédéral des pensions » et aux « Archives générales du Royaume ». 